# Svärdet och spiran
Svärdet och spiran (originaltitel: The Pillars of the Earth), är en historisk roman av Ken Follett utgiven år 1989. Den kretsar kring byggandet av katedralen i den medeltida staden Kingsbridge i England. Katedralbygget drivs på av prior Philip och byggmästare Tom som får kämpa hårt, mot den brutale riddar William och den makthungrige biskop Waleran, för att få sin katedral. En av historiens starka kvinnor, kejsarinnan Maud, är en av huvudgestalterna.
Uppföljaren En värld utan slut kom ut år 2007.

## Handling
Handlingen kretsar kring byggmästaren Tom "Byggare" som kommer till den lilla staden Kingsbridge i det medeltida England. I Kingsbridge har en mycket begåvad och ambitiös man, Philip, just valts till prior över det kloster som finns i byn. Toms högsta dröm är att få bygga en mäktig katedral och en natt startar en brand i Kingsbridge som totalförstör klostrets kyrka men de hinner som tur är att rädda dess helgon. Tom får nu chansen att förverkliga sin dröm. 

## TV–serie

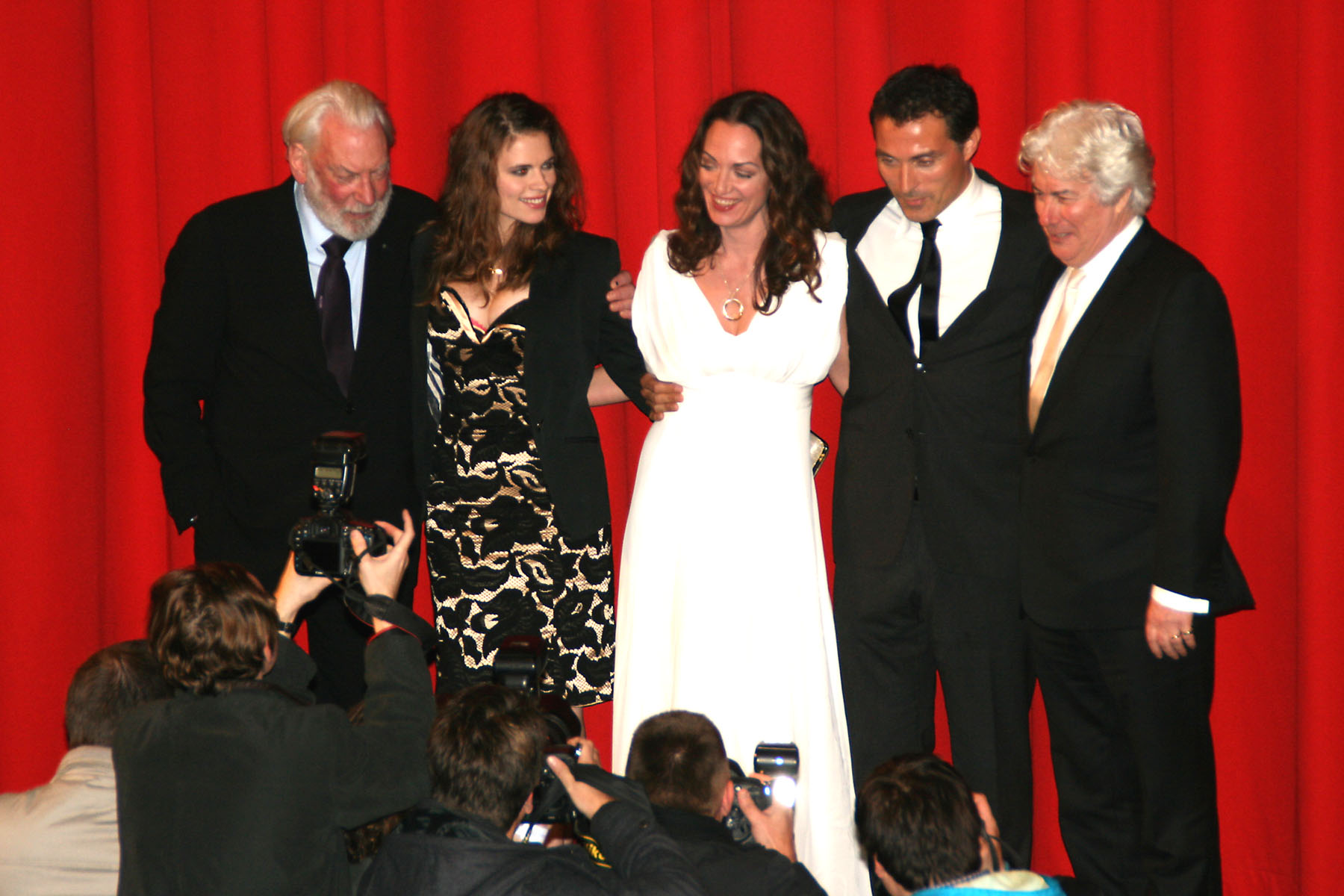
Skådespelarna Donald Sutherland, Hayley Atwell, Natalia Wörner, och Rufus Sewell med författaren Ken Follett.

År 2010 gav den kanadensiska tv–kanalen Starz ut en egenproducerad serie som bygger på boken. Bland skådespelarna märks Ian McShane, Rufus Sewell och Donald Sutherland. Den sändes även under början av januari 2011 i svenska TV 3. Den sändes igen i december 2011 i svenska TV3.